# Єрзовка (Городищенський район)
Єрзовка (рос. Ерзовка) — робітниче селище у Городищенському районі Волгоградської області Російської Федерації.
Населення становить 6407  осіб. Входить до складу муніципального утворення Єрзовське міське поселення.

## Історія
Єрзовка заселена наприкінці XVIII — на початку XIX століття державними селянами . За назвою річки, при якій розташувався населений пункт, слобода також була відома як Пічуга або Нижня Пічуга . У XVIII столітті при річці Пічузі розташовувалися Пічужинські хутори та сади. Наприкінці XVIII — на початку XIX століття почалося заселення селянами із внутрішніх губерній. У 1812 році тут налічувалося вже 100 дворів та 270 ревізських душ . У 1816 році прибули поселенці з Курської губернії . Потім населення слободи поповнювалося вихідцями з Рязанської , Орловської , Пензенської таТамбовських губерній. Заселення завершилося 1842 року . На час припинення заселення Єрзовка мала 289 дворів, в них проживало 1014 душ чоловічої та 989 жіночої статі. У 1867 році Єрзовка стала центром Єрзовської волості Царицинського повіту Саратовської губернії  . В 1872 відкрито школу, в 887 - земське училище. В 1896 було вже 692 двори, в яких проживало 3876 чоловік  .
Наприкінці XIX століття жителі займалися переважно хліборобством та чумацтвом, у багатьох дворах були сади. Розвитку чумацтва сприяло розташування села на Саратовсько-Астраханському тракті. У 1894 році в селі було 6 водяних і 17 вітряків, кілька бакалійних, мануфактурних і дріб'язкових крамниць, 4 олійниці, 7 кузень 
Перша церква освячена у 1840 році . В 1897 побудована кам'яна церква  .
7 вересня 1918 наказом № 62 Військової ради Північно-Кавказького військового округу була створена Царицинська губернія з Царицинським повітом у її складі  .
В 1928 Єрзовка увійшла до складу Сталінградського району Сталінградського округу Нижньоволзького краю (з 1934 - Сталінградський край). В 1935 село включено до складу Піщанського району (з 1938 - Городищенський район) Сталінградського краю  (з 1936 - Сталінградської області , з 1961 - Волгоградська область). З 1963 по 1977 рік Єрзовська сільрада входила до складу Дубівського району  . У 1964 році при руйнуванні хутора Акатівка жителі цього хутора переселилися до Єрзовки.

## Населення
| 1989  | 2002  | 2009  | 2010  | 2012  | 2013  | 2014  |
| ----- | ----- | ----- | ----- | ----- | ----- | ----- |
| 4275  | ↗5622 | ↗6187 | ↘6128 | ↗6171 | ↗6225 | ↗6258 |
| 2015  | 2016  | 2017  | 2018  | 2019  |       |       |
| ↗6264 | ↘6262 | ↗6377 | ↗6463 | ↘6407 |       |       |